# Herbot (saint)
Pour les articles homonymes, voir Saint Hermeland et Herbot.
Saint Herbot (confondu souvent avec saint Herblon, à moins qu'il ne s'agisse du même saint), aussi appelé saint Hermelan (à ne pas confondre avec Hermeland d'Indre) fait partie des saints bretons semi-légendaires, non reconnus officiellement par l'Église catholique. Son culte était très populaire chez les paysans bretons qui voyaient en lui un protecteur des chevaux et des bêtes à cornes. C'est l'un des saints bretons les plus réputés par la ferveur populaire.
Une des graphies les plus courantes est Herbaut conforme à l'évolution française du germanique Haribald qui signifie armée et audacieux. Autres formes : Erbaud, Herbaut, Herboth. Sa vita  en latin, tardive, est la Vita Herbaudi.

## Sa vie semi-légendaire

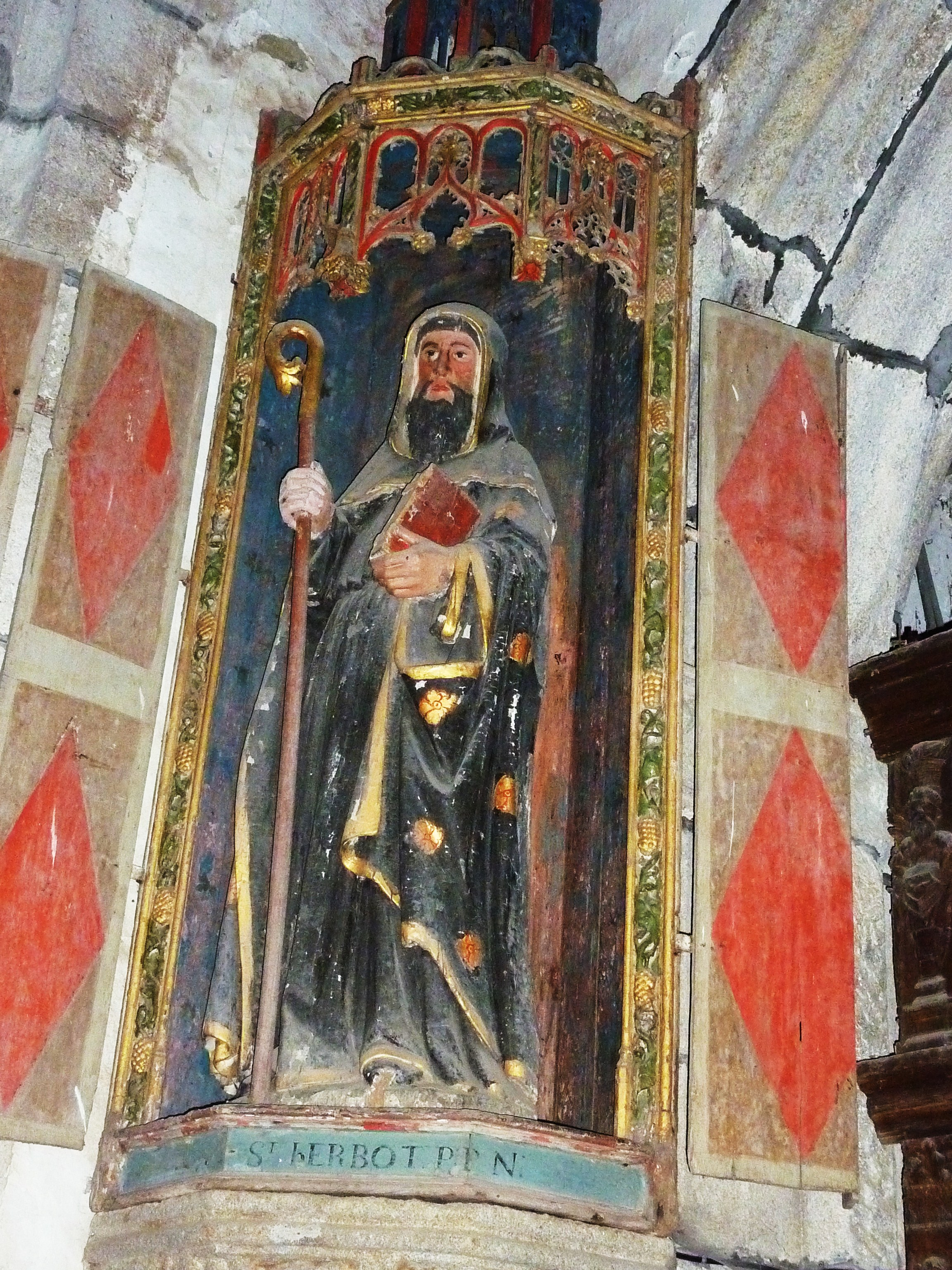
Statue de saint Herbot dans l'église Saint-Herbot de Plonévez-du-Faou.

Les indications sur la vie de ce saint breton du VIe siècle sont très peu nombreuses et son existence historique n'est même pas confirmée, certains pensant qu'il ne serait qu'un avatar du roi celte Gwar ou Guéor, lui aussi mythique, qui aurait été enterré sous le tumulus du Roc'h Bleingueor qui surplombe le hameau de Saint-Herbot.
Il est aussi parfois assimilé à saint Erblon. Albert le Grand écrit, parlant de saint Erblon : "Es eveschez de Léon, Tréguer et Cornouaille, il est en grande vénération, et l'appellent saint Herbauld."
Une notice écrite au XIVe ou XVe siècle concernant la vie de ce saint aurait existé autrefois à Berrien, mais elle a été perdue et elle n'est connue que par des sources indirectes.
La tradition chrétienne le dit issu d'une puissante famille de l'île de Bretagne, il serait venu en Armorique et se serait fixé d'abord à Berrien où il aurait vécu en ermite dans une forêt, obéi même des animaux sauvages, opérant de nombreux miracles et de fréquentes conversions.
Selon la légende, les femmes de Berrien s'ameutèrent contre Herbot parce que leurs maris perdaient leur temps à l'écouter au lieu d'ensemencer leurs champs ou de faucher leurs récoltes. Elles le pourchassèrent, allant jusqu'à lui jeter des pierres. Herbot se mit en colère, prédisant que les habitants de Berrien ne pourront jamais désempierrer leur paroisse (c'est une explication légendaire des chaos de pierre du Huelgoat, qui n'était alors qu'un hameau de Berrien) et condamnant les habitants du hameau de Nank à ne jamais pouvoir labourer avec des bœufs car ils avaient refusé de lui en prêter.

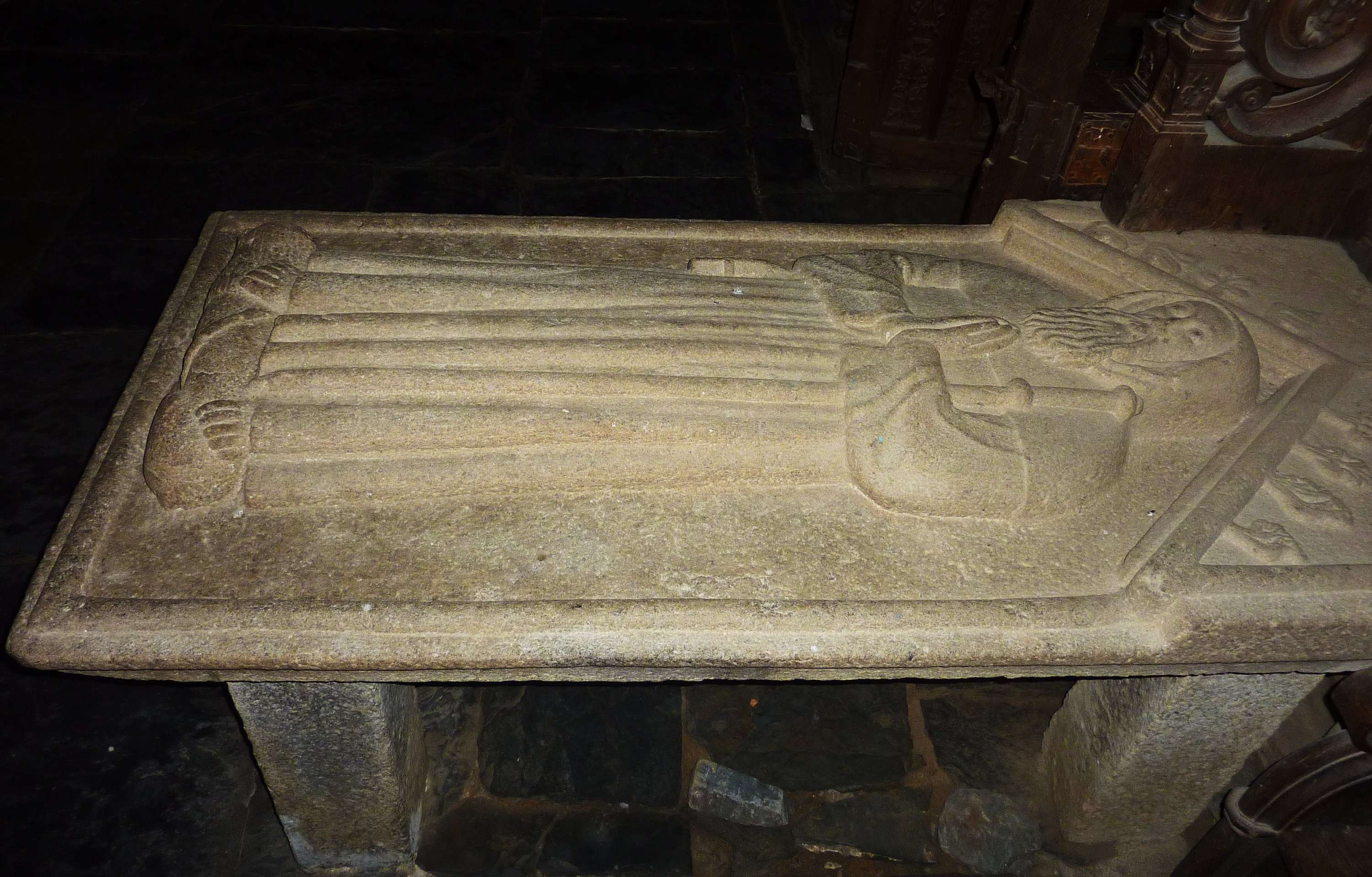
Le gisant de saint Herbot à Saint-Herbot

Herbot se réfugia au Rusquec (en Loqueffret) où il fut bien reçu ; il se construisit une maison, faisant le commerce des bestiaux. Il entendait, disait-on, leur langage et n'était jamais aussi content que lorsqu'il pouvait converser librement avec eux, et commença à faire des miracles. Il fut inhumé à Saint-Herbot où son gisant se trouve dans l'église. Aussi, lorsqu'il entra au paradis, il demanda à devenir leur saint patron. La protection qu'il est supposé apporter aux bêtes à cornes l'a conduit à être très présent dans le milieu rural.
En 869, ses reliques auraient été transportées au monastère de Beaulieu, en Touraine, puis confiées aux chanoines de la collégiale établie dans le château de Loches ; une partie des reliques aurait été transportée dans l'église Saint-Hermelan de Rouen, brûlée par les calvinistes en 1562.

## Son culte

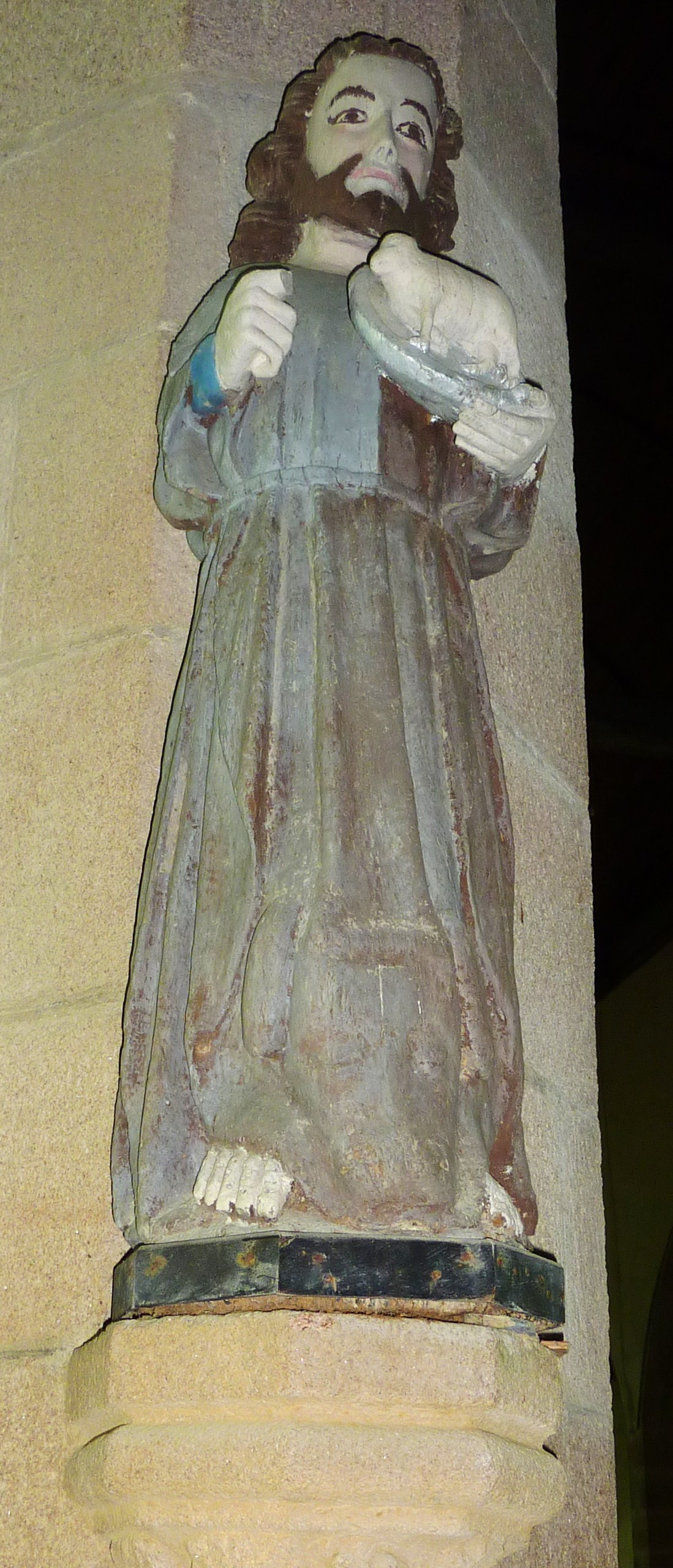
Statue de saint Herbot dans l'église paroissiale de Plougonven

Devenu le saint protecteur des bêtes à cornes, son culte s'est répandu largement (120 églises ou chapelles en Bretagne abritent une statue le représentant, par exemple à Santec) mais tardivement. Il était invoqué entre autres pour que les vaches donnent du lait et pour faire prendre le beurre: il est représenté dans l'église Saint-Collodan de Plogoff avec une motte de beurre dans la main). Il a des concurrents, saint Cornély, lui aussi protecteur des bêtes à cornes et, plus localement, saint Thégonnec, représenté avec une bête à cornes attelée dans l'église de Saint-Thégonnec et considéré localement lui aussi comme protecteur des ruminants. La Saint-Herbot se fête le 17 juin.

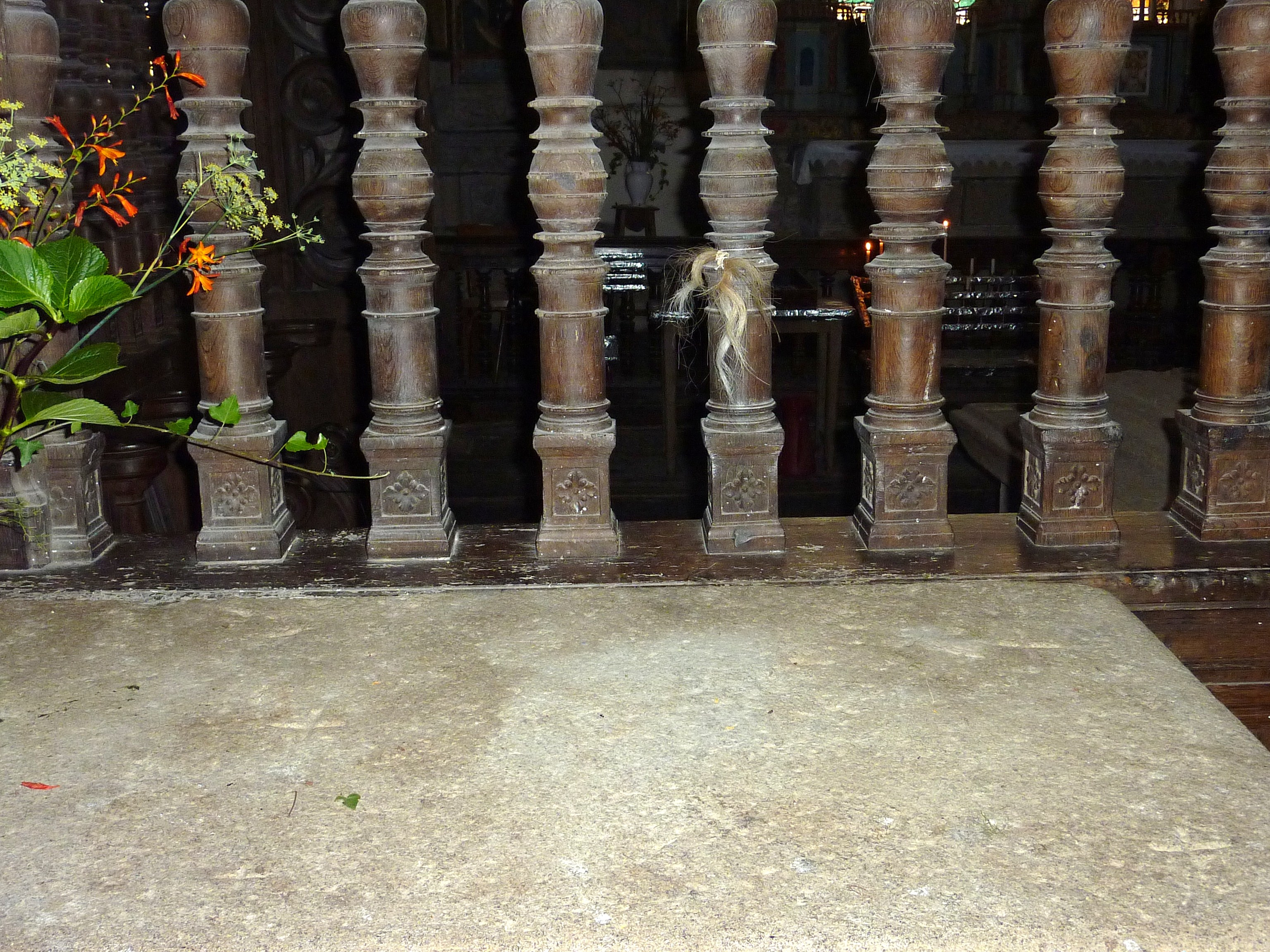
Crin attaché au chancel de l'église de Saint-Herbot en 2010 : les rites perdurent

Armand Dayot écrit, parlant de l'église de Saint-Herbot : « Le pouvoir de saint Herbot consiste à guérir les bêtes à cornes. En temps d'épizootie, son pouvoir est triomphant et c'est l'époque où sur son autel se dressent, saignantes et puantes, au milieu des essaims de mouches, des pyramides de queues de vaches. Car sous peine de voir mourir sa bête, le paysan qui l'a vouée à saint Herbot doit, aussitôt la guérison accomplie, trancher à l'animal délivré son appendice caudal et le déposer, avec une prière, aux pieds de la statue du saint. »
Saint Herbot était considéré comme l'un des saints les plus puissants de Bretagne, donc l'un des plus « riches » : outre des offrandes en nature, en particulier de queues de vaches (dans la chapelle de Saint-Herbot, des dizaines pendaient à gauche du maître-autel et le curé en revendait le crin aux enchères, on en faisait des brosses), on lui offrait de fortes sommes d'argent. On lui offrait aussi des cornes bénies, des mottes de beurre, des longes de chanvre. On disait même dans la région que si les propriétaires de bestiaux oubliaient de les mener au pardon de Saint-Herbot, ceux-ci s'y rendaient d'eux-mêmes ! Les crins placés devant saint Herbot avaient, du temps de la marine en bois, une affectation assez curieuse: on s'en servait pour mettre dans le doublage des navires, afin de les préserver des boulets.
« Quelquefois, il arrive que la ménagère ne peut pas venir à bout de faire baratter son lait. (...) Battez votre lait pendant huit jours su vous le voulez mais, de beurre, point ! à moins que vous ne fassiez un vœu à saint Herbot. Aussitôt, le beurre se couvre d'un beurre frais et vermeil et le méchant sorcier en est pour sa peine. », écrit M. France dans un article datant de 1890.

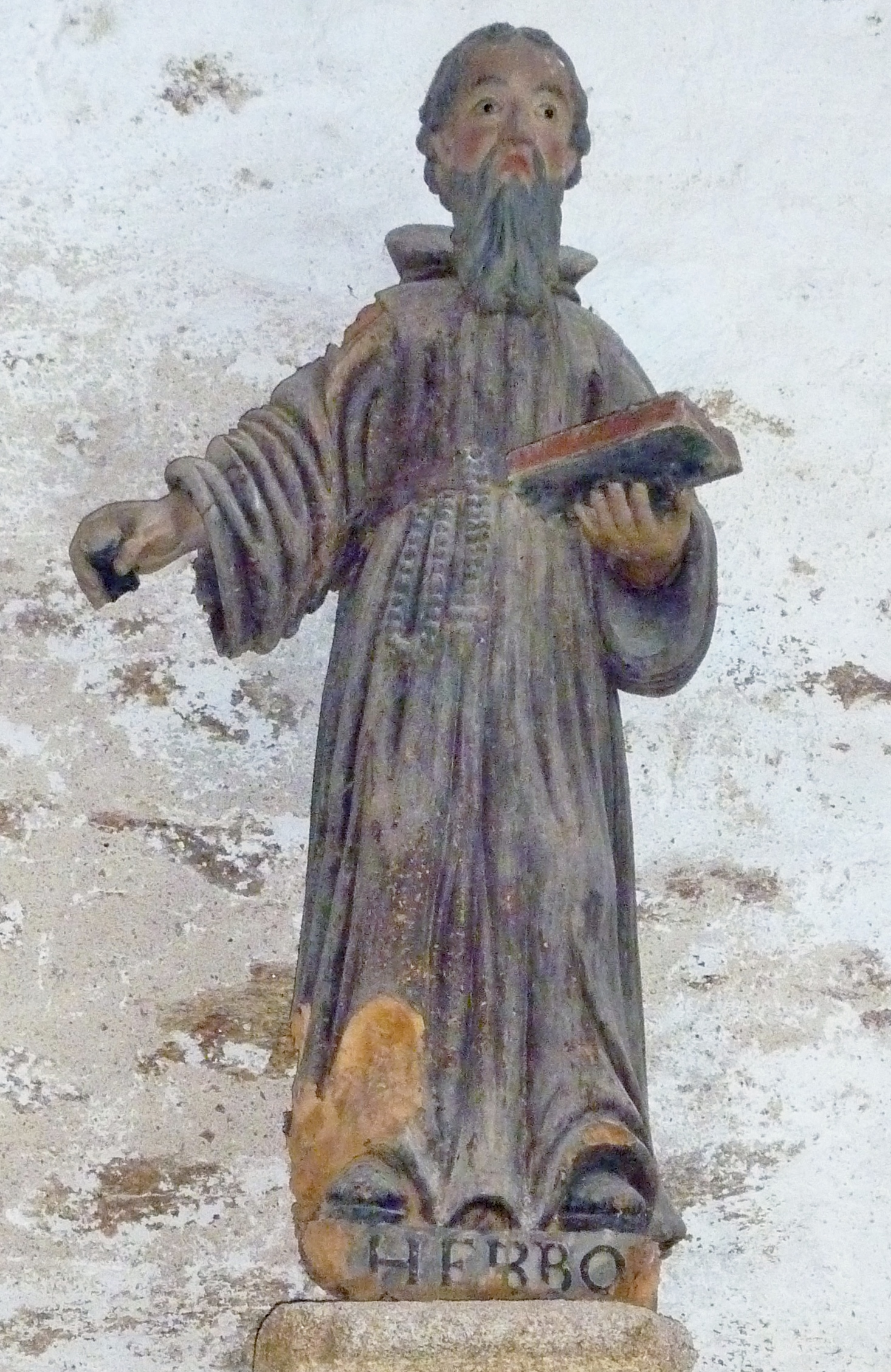
Chapelle de Languivoa : statue de saint Herbot.

Son lieu de culte le plus célèbre est la chapelle qui lui est dédiée à saint Herbot en Plonévez-du-Faou, mais il était le saint patron de huit autres chapelles bretonnes à Lanrivoaré, Loqueffret, Plouguin, Plouigneau, Plounéour-Trez, Saint-Thonan, Taulé, Tréflaouénan, Le Trévoux. Seules subsistent celles de Plouguin, Saint-Thonan et Taulé, mais on trouve aussi des traces de son culte à Châteaulin (chapelle Notre-Dame), Ploulec'h, Plounévez-Quintin, Collorec, Plouaret, et Quimper. Il est aussi le second patron de la chapelle Saint-Cadou à Gouesnach. C'est pour cette raison qu'un petit oratoire lui est consacré sur le placître de la dite chapelle de Saint-Cadou. Beaucoup de chapelles qui lui étaient consacrées ont disparu après la Révolution française : par exemple celle de Vieux-Marché a été détruite en 1821.
Des statues anciennes le représentant sont recensées à Berrien, Canihuel, Lanrivoaré, Loqueffret, Guilers, Plouédern, Pouldergat, Le Faou, Ergué-Gabéric (chapelle Saint-Guénolé), Saint-Nic (chapelle de Saint-Côme), Cast, Châteaulin (chapelle Notre-Dame), Plouguer, Saint-Goazec, Meilars (chapelle de Confors), Saint-Evarzec, Plomeur, Leuhan, Briec (chapelle de Sainte-Cécile), Tourc'h, Guengat, Plonévez-Porzay, Guimaëc (chapelle des Joies), Huelgoat (chapelle Notre-Dame des Cieux). Quant aux statues modernes, elles ne se comptent plus en Cornouaille et à un degré moindre dans le Léon.

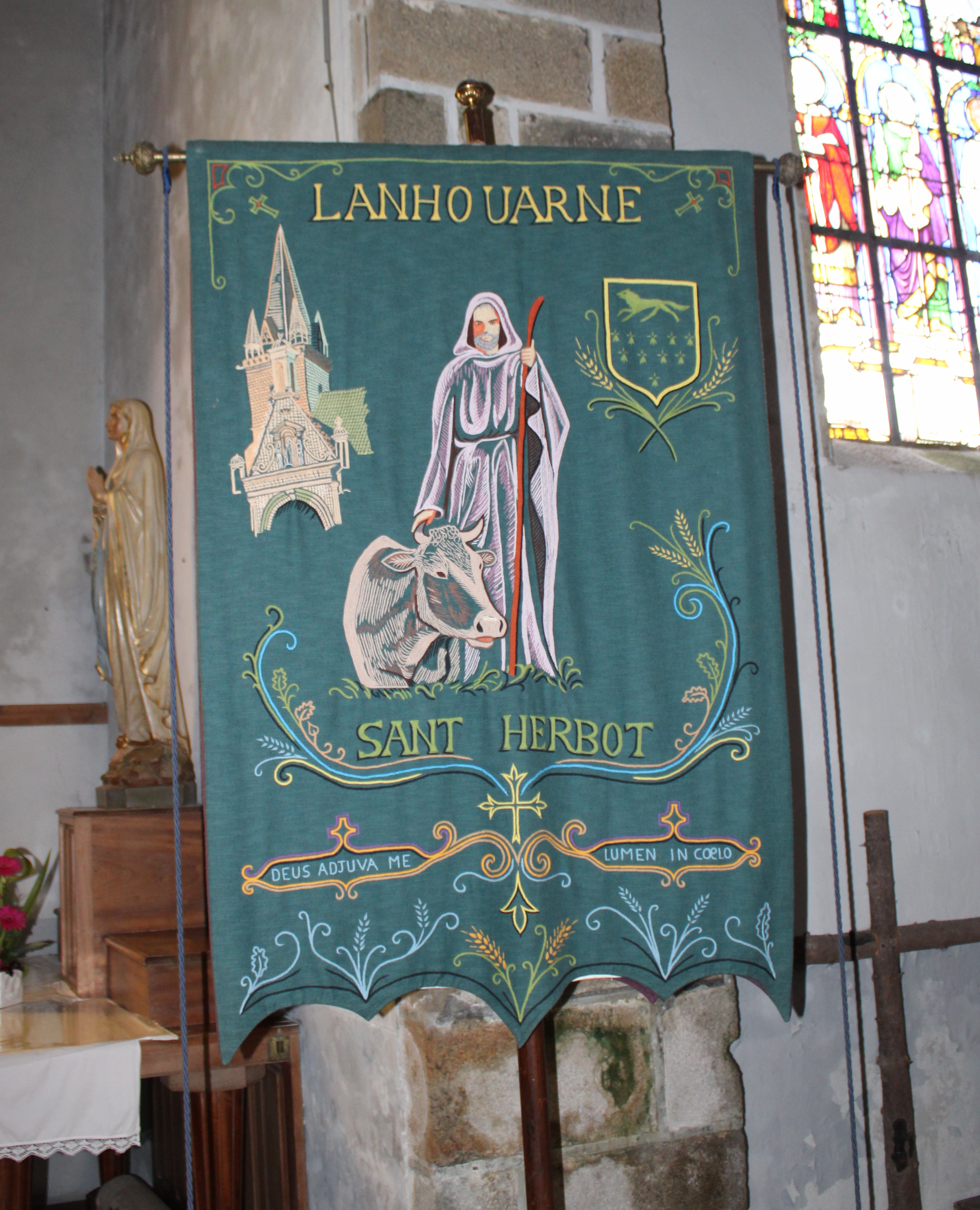
Bannière de Saint Herbot dans l'église de Lanhouarneau (Finistère).

- À Ploulec'h, la Chapelle de Saint-Herbot disposait encore d'un cimetière au début du XIXe siècle, visible sur le plan cadastral de Ploulec'h datant de 1826. La chapelle date de la première moitié du XVIe siècle[16]. Son pardon est célébré le lundi de Pentecôte, la coutume est d'offrir des mottes de beurre au saint.
- À Taulé, la chapelle Saint-Herbot date du XVIe siècle et est devenue depuis le début de la décennie 1990 un lieu d'expositions artistiques[17].
- À Pouldergat, la chapelle méridionale de l'église Saint-Ergat est dédiée à saint Herbot.
- À Plouguin, la chapelle Saint-Herbot date du XVIIe siècle. Il s'agit d'un édifice de plan rectangulaire édifié dans le cimetière. La chapelle est dite aussi Saint-Pirric. La chapelle abrite les statues de saint Pirric (en ermite et tenant une coquille) et de saint Hervé et son loup[18].
- À Plogoff, une statue de saint Herbot se trouve dans l'église paroissiale Saint-Cloodan[9]
- À Plomeur, le « pardon de saint Herbot », appelé encore le « petit pardon de Treminou », a lieu tous les lundis de Pentecôte et est traditionnellement fréquenté par les agriculteurs et les éleveurs.
- À Pluméliau, le pardon de saint Herbot a lieu le premier dimanche d'août.

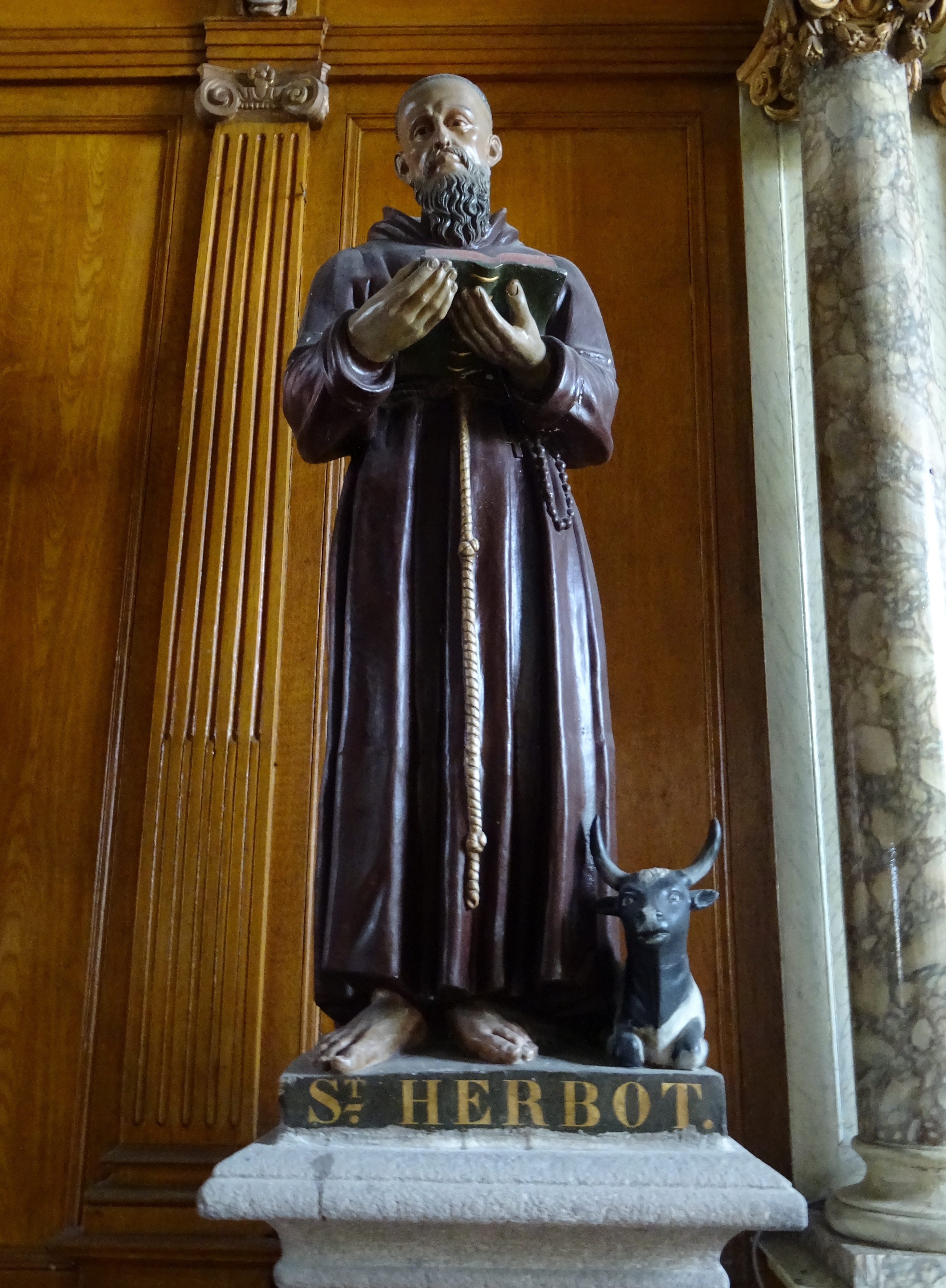
Église Saint-Onneau d'Esquibien : statue de saint Herbot.

## Légendes
- Saint Herbot et le géant Guéor[19]. Le chaos rocheux aurait été transporté là par le géant Guéor (avatar de Gargantua ?) par haine contre saint Herbot.
- Trémeur ou l’Homme sans tête, conte transcrit par Ernest de Laurens de la Barre et dans lequel intervient saint Herbot[20].
- Comment saint Herbot rapprocha d'une lieue les villes de Quimper et de Pont-l'Abbé[21].